# Koppel (remtyg)
För andra betydelser, se Koppel

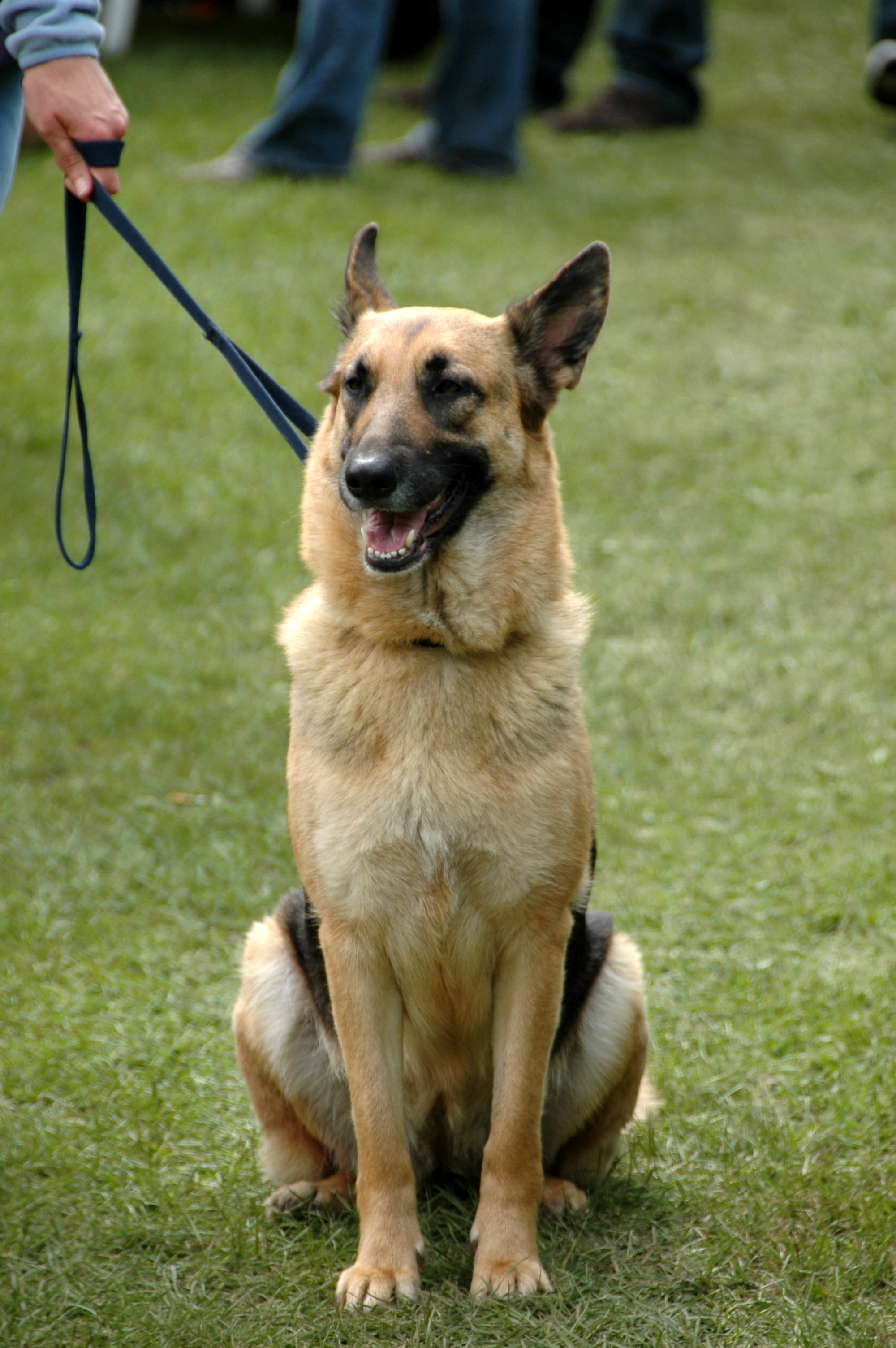
Kopplad schäfer.

Ett koppel är ett band eller en rem som används för att leda djur, särskilt hundar. Koppel tillverkas traditionellt av läder men kan även vara av andra material. Kopplet fästs genom exempelvis en karbinhake i halsbandet eller selen. Vissa koppel kan också fästas genom att en löpögla träs över djurets huvud, t.ex. s.k. retrieverkoppel.
Vad lagen säger om koppelpåbud varierar från land till land. I Sverige finns reglerna i Lagen om tillsyn över hundar och katter och Jaktförordningen. Den senare reglerar att hundar inte får löpa lösa i marker där det finns vilt mellan 1 mars och 20 augusti. Ingen av lagarna innehåller s.k. koppeltvång, men ställer krav på tillsyn och kontroll. Principen om strikt ansvar gäller. Inom tätbebygga och detaljplanerade områden är det de lokala ordningsstadgorna som avgör var hundar skall hållas kopplade. Dessa gäller dock inte över nationella lagar och innehåller undantag som bl.a. kan benämnas hundrastområden (inte att förväxla med hundrastgårdar som är inhägnade) inom till exempel parker, grönområden och naturområden. Kopplingspåbuden gäller endast inom exakt avgränsade områden markerade på kartor som bifogas ordningsstadgan.
Den rem som används för att leda hästar kallas inte koppel utan grimskaft.